# La revolución sexual
La revolución sexual és el tercer àlbum d'estudi del grup de pop La Casa Azul, publicat a Espanya per Elefant Records entre el 3 de novembre de 2007 i el 3 de desembre de 2007, editat en 3 formats. La gira va començar amb dos concerts acústics a les ciutats de Barcelona i Madrid a principis de novembre.
Segons MondoSonoro, la nota general de l'àlbum va ser de 8 sobre 10. El crític de la revista afirma que en aquest disc s'expressa una manera de veure el pop en el qual l'estat d'eufòria més xaró es dona la mà amb la tristesa més absoluta. Al llarg dels temes hi ha referències constants als ídols del grup com Brian Wilson, Jeff Lyne, l'europop o els dibuixos animats de Hanna-Barbera.
El single La revolución sexual va quedar en tercera posició a la gala de Salvemos Eurovisión de TVE, que decidia la cançó que representaria Espanya al Festival de la Cançó d'Eurovisió 2008, en una edició marcada pel fenomen de masses Baila el Chiki Chiki de Rodolfo Chikilicuatre. La mateixa cançó va ser considerada la segona millor cançó de l'indie espanyol dels últims 30 anys, en una votació realitzada entre els internautes i oients de Radio 3 el 2008.

## Edicions
- «Edició Espacial»: 3 de novembre de 2007. Edició limitada de 5.000 unitats, CD superluxe.
- «Edició Retrospectiva»: 3 de desembre de 2007. Edició limitada de 1.000 unitats. Edició especial LP 12" en vinil blanc.
- «Edició Terrestre»: 3 de desembre de 2007. Edició en CD Digipack.

## Llista de cançons
1. La nueva Yma Sumac
2. La revolución sexual
3. Prefiero no
4. El momento más feliz
5. Mis nostálgicas manías
6. No más Myolastan
7. La gran mentira
8. Chicos malos
9. Una cosa o dos
10. Mucho más de lo normal
11. Esta noche sólo cantan para mí
12. Triple salto mortal
13. Un mundo mejor